# Lijst van voetbalinterlands Tadzjikistan - Turkmenistan
Deze lijst van voetbalinterlands is een overzicht van alle officiële voetbalwedstrijden tussen de nationale teams van Tadzjikistan en Turkmenistan. De landen speelden tot op heden zeven keer tegen elkaar. De eerste ontmoeting, een vriendschappelijk duel, werd gespeeld in Tasjkent (Oezbekistan) op 19 april 1994. De laatste confrontatie, een groepswedstrijd tijdens de Centraal-Azië Cup 2023, vond plaats op 11 juni 2023 in de Oezbeekse hoofdstad.

## Wedstrijden
| № | Plaats     | Datum            | Competitie             | Wedstrijd                   | Uitslag |
| - | ---------- | ---------------- | ---------------------- | --------------------------- | ------- |
| 1 | Tasjkent   | 19 april 1994    | Vriendschappelijk      | Turkmenistan – Tadzjikistan | 2 – 0   |
| 2 | Asjchabad  | 25 mei 1997      | WK 1998 kwalificatie   | Turkmenistan – Tadzjikistan | 1 – 2   |
| 3 | Doesjanbe  | 22 juni 1997     | WK 1998 kwalificatie   | Tadzjikistan – Turkmenistan | 5 – 0   |
| 4 | Haiderabad | 30 juli 2008     | AFC Challenge Cup 2008 | Turkmenistan – Tadzjikistan | 0 – 0   |
| 5 | Colombo    | 24 februari 2010 | AFC Challenge Cup 2010 | Tadzjikistan – Turkmenistan | 0 – 2   |
| 6 | Doesjanbe  | 9 november 2016  | Vriendschappelijk      | Tadzjikistan − Turkmenistan | 3 − 0   |
| 7 | Tasjkent   | 11 juni 2023     | Centraal-Azië Cup 2023 | Tadzjikistan − Turkmenistan | 1 − 1   |

## Samenvatting
| Competitie        | Totaal gespeeld | Winst Tadzjikistan | Gelijk | Winst Turkmenistan | Doelsaldo Tadzjikistan – Turkmenistan |
| ----------------- | --------------- | ------------------ | ------ | ------------------ | ------------------------------------- |
| WK-kwalificatie   | 2               | 2                  | 0      | 0                  | 7 − 1                                 |
| AFC Challenge Cup | 2               | 0                  | 1      | 1                  | 0 − 2                                 |
| Centraal-Azië Cup | 1               | 0                  | 1      | 0                  | 1 − 1                                 |
| Vriendschappelijk | 2               | 1                  | 0      | 1                  | 3 − 2                                 |
| Totaal            | 7               | 3                  | 2      | 2                  | 11 − 6                                |

TFF · A-internationals · Tadzjieks vrouwenelftal
1994 – 1999 ·
2000 – 2009 ·
2010 – 2019 ·
2020 − 2029
Afghanistan ·
Australië ·
Azerbeidzjan ·
Bahrein ·
Bangladesh ·
Bhutan ·
Brunei ·
Cambodja ·
China ·
Estland ·
Filipijnen ·
Guam ·
Hongkong ·
India ·
Irak ·
Iran ·
Japan ·
Jemen ·
Jordanië ·
Kazachstan ·
Kirgizië ·
Koeweit ·
Libanon ·
Macau ·
Malediven ·
Maleisië ·
Mongolië ·
Myanmar ·
Nepal ·
Noord-Korea ·
Oeganda ·
Oezbekistan ·
Oman ·
Pakistan ·
Palestina ·
Qatar ·
Rusland ·
Saoedi-Arabië ·
Singapore ·
Sri Lanka ·
Syrië ·
Thailand ·
Trinidad en Tobago ·
Turkmenistan ·
Verenigde Arabische Emiraten ·
Vietnam ·
Wit-Rusland ·
Zuid-Korea
AFFA · A-internationals · Bondscoaches · Statistieken · Turkmeens vrouwenelftal · Turkmenistan U21 · Turkmenistan U20 · Turkmenistan U19 · Turkmenistan U17
1992 – 1999 ·
2000 – 2009 ·
2010 – 2019 ·
2020 − 2029
1992 ·
1993 ·
1994 ·
1995 ·
1996 ·
1997 ·
1998 ·
1999 ·
2000 ·
2001 ·
2002 ·
2003 ·
2004 ·
2005 ·
2006 ·
2007 ·
2008 ·
2009 ·
2010 ·
2011 ·
2012 ·
2013 ·
2014 ·
2015 ·
2016 ·
2017 ·
2018 ·
2019 ·
2020 ·
2021 ·
2022
Afghanistan ·
Armenië ·
Azerbeidzjan ·
Bahrein ·
Bangladesh ·
Bhutan ·
Cambodja ·
China ·
Estland ·
Filipijnen ·
Guam ·
Hongkong ·
India ·
Indonesië ·
Irak ·
Iran ·
Japan ·
Jemen ·
Jordanië ·
Kazachstan ·
Kirgizië ·
Koeweit ·
Laos ·
Libanon ·
Litouwen ·
Malediven ·
Maleisië ·
Myanmar ·
Nepal ·
Noord-Korea ·
Oeganda ·
Oezbekistan ·
Oman ·
Pakistan ·
Palestina ·
Qatar ·
Roemenië ·
Saoedi-Arabië ·
Singapore ·
Sri Lanka ·
Syrië ·
Tadzjikistan ·
Taiwan ·
Thailand ·
Verenigde Arabische Emiraten ·
Vietnam ·
Zuid-Korea